# 92 (numero)
Novantadue (92) è il numero naturale dopo il 91 e prima del 93.

## Proprietà matematiche
- È un numero pari.
- È un numero composto, con i seguenti 6 divisori: 1, 2, 4, 23, 46, 92. Poiché la somma dei divisori (escluso il numero stesso) è 76 < 92, è un numero difettivo.
- È un numero pentagonale.
- È il numero di solidi di Johnson.
- È parte delle terne pitagoriche (69, 92, 115), (92, 525, 533), (92, 1056, 1060), (92, 2115, 2117).
- È un numero palindromo nel sistema di numerazione posizionale a base 6 (232) e in quello a base 7 (161).
- È un numero congruente.
- È un numero poligonale centrale.

## Astronomia
- 92P/Sanguin è una cometa periodica del sistema solare.
- 92 Undina è un asteroide della fascia principale del sistema solare.
- NGC 92 è una galassia spirale della costellazione della Fenice.

## Astronautica
- Cosmos 92 è un satellite artificiale russo.

## Chimica
- È il numero atomico dell'Uranio (U), un attinide.